# Hudiksvall
Hudiksvall er en svensk købstad, som er administrationsby i Hudiksvalls kommun. Byen  har 15.015  indbyggere (2010), og ligger i landskabet Hälsingland, der er en del af Gävleborgs län.   Den ligger ved E4 cirka 80 km syd for Sundsvall og cirka 130 km nord for Gävle.
Hudiksvall blev grundlagt i 1582 af Johan 3. af Sverige ved en sammenlægning af Hudik og Vallen.

## Kendte personer fra Hudiksvall
- Noomi Rapace, skuespiller
- Tomas Brolin, fodboldspiller